# ULTRAMAN (映画)
『ULTRAMAN』（ウルトラマン）は、2004年12月18日から全国松竹系映画館にて公開されたウルトラシリーズの映画作品であり、ULTRA N PROJECTの一つ。第17回東京国際映画祭・特別招待作品。
キャッチコピーは「銀色の流星…舞い降りる」、「高度3万フィート! 6.5G! 極限の一戦!!」。

## 概要
テレビシリーズ『ウルトラマン』第1話での出来事が、現代社会において現実に起こった場合を想定する形でリメイクされた作品。また、本作品の公開時に放映されていたテレビシリーズ『ウルトラマンネクサス』と同じ世界観を持ち、テレビシリーズの前史にあたる。

### 特徴
それまでのイメージから大きく外れたデザインや、映像表現の難しい10メートル級の身長など、ウルトラマン自体の表現にも数多くの意欲的な試みがなされた。
スタッフには、小中和哉や長谷川圭一など平成ウルトラシリーズメインスタッフから、菊地雄一や板野一郎、松本孝弘など、それまでウルトラシリーズには馴染みの薄かった人物までが幅広く参加している。CGが多く取り入れており、フルCGによるクライマックスの空中戦シーン（板野サーカス）が大きな見所となった。この技術は、後年の作品にも大きく取り入れられている。また、防衛庁の全面協力を受けており、F-15の離陸シーンなどは全て実物である。
本作品や、後年の『ウルトラマンメビウス&ウルトラ兄弟』などといった映画作品は、ウルトラシリーズ中でも空中戦をメインにしている部分が多い。アニメーションによる空中戦で高い評価を持つ板野一郎がフライングシーケンスディレクター（空中戦担当）を担当することで、CGを中心とした空中戦を最大限に引き出した。CGIには、板野が特技監督を担当したOVA『マクロス ゼロ』のCGIチームが参加している。
本作品はテレビシリーズ『ウルトラマン』第1話「ウルトラ作戦第一号」のリメイクとなっているため、真木舜一の搭乗しているF-15が赤い発光体（ネクスト）に接触するのは、ハヤタの搭乗したビートルがウルトラマンに衝突するオマージュで、ザ・ワン（特にレプティリア）のデザインは、（青い怪光の演出も含め）同話に登場の怪獣ベムラーを意識したものになっている。
『ネクサス』最終話でのノアVSザギの最終決戦の舞台も映画同様新宿であるため、『ULTRA N PROJECT』の一連の決戦は新宿で始まり、新宿で終わるという形になった。
未公開シーンが幾つか存在し、後に発売されたDVDの映像特典で視聴できる。
スタッフによるトークやコメンタリーでは、『ウルトラマン』との区別のため、「横文字ウルトラマン」などと称されている。

### 製作経緯
鈴木清は、2002年以降にテレビシリーズを前提としない、映画のみで企画されたウルトラマンの劇場映画のオリジナル作品の企画を練っており、元々は人間心理を重視する方向性を持ってSF属性を突き詰めた真正のSF企画として『ウルトラマン』を組み立て直した、『YELLOW EYES（警告）』というシリアスかつダークな作風の「想像を超えた謎の力（光の力）を手にした青年が不条理な戦いの中で暴力的衝動から脱し、正義に目覚めていく」物語の予定だったが、9.11を見たスタッフらによってストレートに暴力性を描くことが極めて難しくなり、暴力性の表現を調整し、やや別方向に主題を振る必要が出てきたため、リアル・シミュレーションや生物的なニュアンスと初代ウルトラマンのリボーンというコンセプトを構築するためのミリタリー設定を引き継ぎつつ、現在のような「ウルトラマンとなって子供のために戦う父親」が主人公という家庭的なマイルドさを加味した家族向け映画として作られた。そのため、リアルな怪獣災害という側面を持ちながら、父親が子供のために戦うストーリーなど、暗くならない配慮がなされている。また、随所に『ウルトラマン』や『ウルトラQ』など過去作品へのオマージュも込められている。『YELLOW EYES』は監督を小中和哉、脚本を長谷川圭一が担当する予定であった。初期タイトル『YELLOW EYES』はウルトラマンの目と、危険信号としての黄色のダブルミーニングである。
ネオスタンダードヒーローを目指した『ULTRA N PROJECT』の企画は本作品を最初として立てられており（詳細は『ULTRA N PROJECT』の項目を参照）、『ULTRA N PROJECT』の一環として再構成され、本来は『ネクサス』の放映前の2004年夏に公開される予定であった。
制作当初の題名は『ULTRAMAN THE NEXT』（ウルトラマン・ザ・ネクスト）であったが、途中で題名が変更された。この名前は本作品のウルトラマンの名前や、漫画版のタイトルとして使われている。
制作の背景には『バットマン』や『スパイダーマン』が大人も楽しめるヒーロー映画として成功を収めたことがあり、その日本版を狙って制作された。
本編は2003年10月にクランクインした。

### 評価・影響
ウルトラシリーズの劇場版としては宣伝や上映館数が少なかったことも影響してか、興行収入は1億5000万円と振るわなかった。
続編『ULTRAMAN2 requiem』（ウルトラマン2 レクイエム）の制作も予定され、公開時には本編後に「2005年冬 公開」を知らせる特報も流されたが、その後は公式な告知も行われないまま立ち消えた。当時の円谷プロダクション社長であった円谷英明は、総製作費2億円ですでに製作に着手していた映画を『ネクサス』の評価を踏まえて同作の放送短縮とともに中止にしたと、自著の中で述べている。監督の小中和哉も2016年の上映イベントで『ULTRAMAN2』がクランクインしていたことを明かしている。中止にあたっては円谷英明と当時の会長であった円谷一夫が製作現場に赴いて中止の説明を行ったが、その後に円谷一夫は撤退は本意ではなかったと周囲に漏らすようになり、後の社長交代の一因になったとされる。

## ストーリー
太平洋沖に落下した未確認飛行物体を調査中の海上自衛隊の深海探査艇が破壊される。探査艇操縦者の有働貴文は奇跡的に生還し、青い発光体に破壊された旨を証言するが、有堂の容貌は次第に凶暴な「ビースト・ザ・ワン」(以下「ザ・ワン」と表記)に変質して逃亡する。
3か月後、航空自衛隊のイーグル・ドライバーの真木舜一は、赤い発光体の調査のため緊急発進して激突後、やはり生還する。真木はかねての希望により除隊し、民間航空会社へ勤め始める。
有働の前例があったため、陸上自衛隊の対バイオテロ研究機関BCSTはひそかに真木の監視を続け、ある日真木を強制連行して軟禁する。真木をおとりにして「ザ・ワン」をおびき寄せて射殺する作戦であった。ザ・ワンは誘い出されるが、BCSTが準備した毒殺弾が効果なく、作戦は失敗する。ザ・ワンは周辺のトカゲを吸収し巨大化する。陸自施設の地下に監禁されていた真木はウルトラマン・ザ・ネクストに変身し「ザ・ワン」と対峙する。

## 主な登場人物
真木 舜一（）
本編の主人公で34歳。少年期に田舎のいとこと釣りに行く途中にはぐれ、航空自衛隊の超音速ジェット戦闘機F-104を見上げてから空に憧れ、航空自衛隊・百里基地第7航空団・第204飛行隊のF-15J要撃戦闘機のパイロット（二尉）に就職。イーグルドライバーであるが、病弱な息子・継夢のため、退官を予定している。スクランブル発進により、日本の領空内に侵入した未確認飛行物体の調査中に房総上空で赤い発光体と衝突するも奇跡の生還を果たして除隊するが、ビースト・ザ・ワン撃退のため、防衛庁の特務機関BCSTの監視を受ける。こうして、偶然ながら第1のデュナミストとなった。愛する家族たちを守るため、運命を狂わせた者を倒すためにザ・ネクストとして戦う決意をする。
- 宣伝コピーにある「銀色の流星」とは、少年時に目撃して憧れたマルヨンの機影のことである。

水原 沙羅（）
対バイオテロ研究機関BCSTの監察官の28歳。防衛庁・防衛研究所の技術研究本部に所属する専任化学担当官でもある。真木の監視の手段として様々な強圧的な手段を取るが、そうなった裏には恋人・有働貴文がザ・ワンの犠牲となった過去がある。一見冷徹に見えるが、本人自身は目的のために手段を選ばないほど非情になりきれてはいないようである。ザ・ワンの細胞を分析して生みだした様々な毒薬や化学兵器に、最終的な真木の協力で、ザ・ワンの暴走を止めようとする。

有働 貴文（）
海上自衛官二尉の35歳。水原沙羅の恋人であり、婚約者だったが、深海作業艇にて「青い発光体」ザ・ワン調査に携わったことから、ザ・ワンに身体と記憶を乗っ取られ、肉体が遺伝子レベルで変質してしまう。完全に支配される前に沙羅に自分を殺すように懇願していたが、ザ・ワンは有働の全てを支配した後も、沙羅の動揺を誘うために、彼の人格を参照に精神攻撃を行った。

真木 蓉子（）
真木舜一の妻で29歳。病弱な息子と、危険と隣り合わせの世界で仕事をする夫を案じている。

真木 継夢（）
真木舜一の6歳の息子。先天性疾患のため、余命一年と宣告された病弱体質ながらも、それ以上に父親の身を案じるあまりに倒れてしまう。父親のようにいつかF-15パイロットとなって空を飛ぶことが夢。
部屋にブースカのぬいぐるみを飾っている。

倉島 剛（）
航空自衛隊パイロット一尉の37歳。イーグルドライバーであり、真木舜一の同僚で親友。BCSTの依頼で真木の妻子の監視役をさせられるが、真木の置かれた状況を察し、水原沙羅を脅し妻子との再会を実現させる。ザ・ネクストとザ・ワンの空中戦においては、F-15戦闘機隊の隊長として、ザ・ネクストとして戦う真木を、それと知った上で援護した。

曽我部（）
対バイオテロ研究機関BCSTの責任者。階級は陸上自衛隊一等陸佐。45歳。沙羅のように、ザ・ワンとザ・ネクストが根本的に違う存在であるとの認識はなく、真木舜一を「いずれは怪物と化す危険な存在」と考えている。

万城目（）
航空自衛隊を除隊した真木舜一の再就職先、星川航空の社長で元パイロット。46歳。社員の一平や由利子と共に、真木の身を案じる蓉子を励まし続ける。
以前発生した強盗事件で、空から犯人を追跡し、逮捕へと繋がったことで会社の事務所に警察から贈られた感謝状が額縁に飾ってある。

一平（）
星川航空のパイロット。25歳。社長や由利子と共に、真木とその家族の身を案じていた。

由利子（）
星川航空の整備士。社長や一平と同じく、真木とその家族を気遣っている。

矢代（）
対バイオテロ研究機関BCST特殊部隊隊長（三佐）。40歳。沙羅と共にザ・ワンから逃げ出そうとするが、ザ・ワンの尻尾で叩き潰されるも生存し、「お前の作戦ミスで、俺は多くの部下を失った」と沙羅に銃を向けたが、ザ・ワンとの交戦に向かう真木と沙羅を見送った。

## ウルトラマン・ザ・ネクスト
青い発光体（ビースト・ザ・ワン）を追って地球に飛来した赤い発光体が、航空自衛隊のパイロット真木舜一に触れて同化することによって出現した銀色の巨人。日本へ2番目に飛来した地球外生命体として「ザ・ネクスト」のコードネームを与えられた。ザ・ワンとの戦いで人々を守り抜いたことから、子供たちをはじめとした人々から憧れを込めて「ウルトラマン」と呼ばれるようになる。変身道具は存在せず、真木がザ・ワンへの怒りの感情が頂点に達した際に自動的に変身する。
デザイン・造型
デザインは丸山浩が担当した。監督の小中和哉はウルトラマンの赤い部分を筋肉や血管のイメージに置き換えたミュータント的なものと要望していたが、丸山は溶岩のイメージを取り入れ、アンファンスは溶岩が冷え固まったような暗色、ジュネッスは燃え盛る赤とした。
アンファンスは、書籍によっては「マスクの凸凹が初代ウルトラマンのAタイプをモチーフとしている」と記述しているものもあるが、それは監督の小中が造形チェックで「Aタイプのようだと言った」のが独り歩きしたものであるとデザインの丸山が発言しており、事実とは異なるという。完成したものより電飾を暗くしている。
ジュネッスは、テクスチャーで鋳物の感じを出している。
国内のウルトラマンでは初の試みとして、粘土原型が造られた。
ボディーはウレタン製、マスクはFRP製であるが、着ぐるみにはウルトラシリーズの定番となっていたウェットスーツは使用されていない。

### アンファンス
初めて真木が覚醒した際に変身したザ・ネクストの不完全体（幼体）。身体の各部が不完全で本来の能力・戦闘力は発揮できない。また、真木本人の自覚がないまま闘争本能のみで戦うため、腕の刃や光刃による攻撃は使えても威力が低く、破壊力のある大型光線技が使えないため、ほとんどは強化された身体能力を駆使した肉弾戦や力技のみという戦い方であり、体格差の大きな相手には苦戦すると予想される。

### ジュネッス
ザ・ワンとの最終決戦時に進化変身したザ・ネクストの完全体。身長も40メートルと巨大になり、超音速飛行も可能である。アンファンスではグレー一色であった筋繊維状の関節部は赤くなり、配色はよりウルトラマンのイメージに近くなっている。また、後頭部の襟足に突起物（あるいは肉厚なヒレ状の部位）が生まれ、ウルトラマンネクサスのそれに近くなっているほか、全身に血流をイメージした赤いラインが入っている。腕は鋭い武器となって飛行時の安定に役立つうえ、光線発射時の源ともなるエルボーカッターストラトス・エッジが出現する。また、背中や脹脛（ふくらはぎ）に姿勢制御用のヒレ（フィン）が存在する。アンファンスよりも体つきはよく、よりパワフルによりスピーディーに動くことが可能。

### 必殺技
エルボーカッター
アンファンス時に使用。両肘にあるエルボーエッジがエネルギーを集中させることで黄色く発光し、あらゆるものを切断する。首に巻きついたザ・ワン・レプティリアの尻尾を切り落とした。三日月状のエネルギー波を放つことも可能で、ザ・ワンの表皮を砕いている。
パンチ
ストレートやフック、アッパーなどボクシングの技のようなパンチを放った。
キック
人間の比ではないパワーから生み出すキック。勢いをつけ、連続でビースト・ザ・ワンに見舞ってひるませた。また、敵に背を向け、しゃがんだ状態で体の前方に両手をつき、揃えた両足を跳ね上げて放つキックも披露し、ザ・ワン・レプティリアにダメージを与えた。
ヘッドロック
両腕でザ・ワン・レプティリアの首を絞めつけ、動きを封じた。同時にひざ蹴りを繰り出すことで、さらなるダメージを与えた。
ラムダ・スラッシャー
ストラトス・エッジから三日月状のカッター光線を発射する。ザ・ワン（ベルゼブア・コローネ）との空中戦では両腕のストラトス・エッジの力を集中して大型のスラッシャーを発射したうえ、両手から2つ同時に発射してザ・ワンの翼を切り落とした。
エボルレイ・シュトローム
強力なエネルギーを両腕に生み出し、さらに両腕を十字に組んで凄まじい光エネルギーの奔流を放射する、ザ・ネクストの最終究極光線。ザ・ワンを分子レベルで消滅させた（ただし、細胞を完全に分解させることはできなかったため、後にスペースビーストが生まれる要因となっている）。

### 真木との融合
作中で「ザ・ネクストはどこからやってきたのか」や「何者なのか」が説明されることはほとんどなく、ザ・ワンとザ・ネクストが敵対関係にあること、ザ・ネクストはザ・ワンの殲滅を目的に訪れたことが、わずかに説明される程度である。ザ・ワンが海上自衛官・有働貴文の記憶・能力を我が物にしたことをはじめ、融合する地球の生物の能力・生命力を無制限に吸収していく一方、ザ・ネクストはザ・ワンと同じく融合が可能であるにもかかわらず、真木舜一の人格・自立性を尊重する、モラルや理性を持った存在として描かれている。また、人間形態でESP（超感覚的知覚）を発現させたが、これは真木の病弱な息子・継夢を案じる気持ちからである。
作中ではアンファンスもジュネッスも長期戦になると胸部エナジーコアが点滅し、危険信号を発していた。それは真木と完全な融合を果たしていないがための代償であることが、ザ・ワンに言及されている。それでも、ザ・ワンとの決戦で真木はザ・ネクストから生命の危機を警告されても自身の意志で戦いを続行し、最終的には空中戦でザ・ワンを圧倒したところに自衛隊の支援も受け、ザ・ワンを地上へ引きずり下ろして殲滅を果たしている。

### 『ウルトラマンネクサス』での登場
映画と同一の世界観であるテレビシリーズ『ウルトラマンネクサス』Episode.33「忘却 -A.D.2004-」では、防衛組織TLT（ティルト）内の回想シーン（本作品の映像）に加えて本編に水原沙羅も登場し、本作品が『ネクサス』の5年前の物語であることが明かされた。
TLTの設立によって、スペースビーストへの記憶消去装置である来訪者のレーテが使用された結果、TLT設立のメンバーを除いた全ての一般大衆の記憶から新宿での戦いの事実（新宿大災害）は消され、ザ・ワンだけではなくザ・ネクストの存在も忘れ去られてしまった。しかし、Final Episode「絆 -ネクサス-」では、レーテが消滅すると同時に人々から5年前の記憶と共にウルトラマンも蘇り、ダークザギと戦うネクサスを応援した。なお、レーテからの脱出時にはネクスト アンファンスらしき姿が確認される。

## ビースト・ザ・ワン
他の生物に寄生・吸収することで成長・進化できる謎の生命体。青い発光体の状態で地球の太平洋沖に落下し、調査に来た海上自衛官・有働貴文と同化した。「ザ・ワン」とは、日本で初めて確認された地球外生物であることから名付けられたコードネームである。ベルゼブア形態以降は、吸収した生物の頭を模した首が肩に現れる。
その正体は後に『ウルトラマンネクサス』に登場するスペースビーストの第1号と考えられ、ザ・ワン自体は本作品でウルトラマン・ザ・ネクストに倒されるが、その破片は後に多数のビーストに成長する。スペースビーストのうちガルベロス、ノスフェル、リザリアスは、『週刊 ウルトラマンオフィシャルデータファイル』ではザ・ワンの要素を受け継ぐ上級ビーストとされている（ノスフェル・リザリアスは取り込んだ生物がモデルに、ガルベロスはザ・ワンの核に当たるものが犬を取り込んでおり、そのフォルムなどに特徴を色濃く残している）。
真木の人格と生命を尊重したザ・ネクストとは対照的に、ザ・ワンは有働を完全に取り込んで支配し、彼の生命も人格も全て奪い去るという、非常に狡猾で残忍な性格の邪悪な生命体である。取り込んだ生物は、吸収されても短時間のうちならば分離・解放することが可能な模様。
- デザインは酉澤安施が担当した[32][18]。デザインイメージは『ウルトラマン』に登場したベムラー。
- ビルの破壊シーンの一部は『ウルトラマンティガ』第3話と『ウルトラマンガイア』第2話からの流用[要出典]。

ザ・ワン・イドロビア
有働と同化したザ・ワンが遺伝子レベルで肉体が変質した姿。素早い動きで壁や天井を自由に駆け回る。形態は人間に近い面が多いほか、口元などは筋繊維を皮膚が覆っていないなど、未完成な印象を与える姿をしている。また、その身体能力の高さと天井などに張り付くことのできる特性以外は、怪獣というほどすさまじいものではない。
- 本作品の映像特典では、監督に花束を贈った。
- 最初に登場する形態であることから、インパクトのある存在とするため従来の日本の怪獣映画にはないグロテスクなデザインとされた。また、ウルトラマンとの絡みがないことから前屈姿勢となり、首の動きのリアルさも追求している。
- 海で有働と融合したという設定からエラやイソギンチャクの触手など海洋生物のイメージが盛り込まれている。
- 実物大の腕の造形物が製作されている。

ザ・ワン・レプティリア
BCSTの攻撃を受けたイドロビアが、周囲にいた無数のトカゲやヤモリを体内に吸収して成長した第2形態。大幅に成長を遂げてより怪獣らしい姿となっているほか、尻尾による攻撃を可能としたことでより幅広く高い戦闘力を身につけている。
- デザインは監督の小中和哉からの要望によりベムラーを意識しており、体表の青い部分は青い球のイメージで取り入れられた。

ザ・ワン・ベルゼブア
新宿の地下道でザ・ネクストと対峙したレプティリアが、周囲にいたドブネズミを吸収して巨大化した第3形態。最も怪獣らしい姿をしているが、全体的に骨がそのまま装甲化したような部位も見られ、グロテスクさにかけては拍車をかけている。また、首元には吸収したネズミの首が2本生えており、肩の顔も無くなっている。口から青色破壊火炎弾を放つようになったほか、強力な咆哮で周囲を振動させて生物を苦しめることが可能。下記のベルゼブア･コローネの翼を破壊された際には、本形態に戻っている。
- デザイン検討案では3つの顔が連なったものや阿修羅をイメージしたものなどがあったが、左右の顔は肩部に留められた。

ザ・ワン・ベルゼブア・コローネ
ジュネッス形態になり飛行能力を得たザ・ネクストに対抗するため、大量のカラスを体内に吸収した最終形態。首の付け根にある小さな頭部2つの口からは、鳥類のような頭部が新たに生えている。全長の約5倍の巨大な黒い翼を広げて飛行する姿は、水原や真木に「悪魔」と称されている。ザ・ネクストと渡り合えるほどの飛行能力を持つほか、超絶火炎弾に加えてザ・ネクストからエネルギーを吸収する能力も発揮する。
激しい空中戦の末、ラムダ・スラッシャーで翼を切断され、切れた翼は吸収されていたカラスたちへ復元し、離散する。ザ・ワン自体はベルゼブア形態に戻って新宿に落下し、最後はエボルレイ・シュトロームによって分解されて消滅した。
- ベルゼブア・コローネの着ぐるみは制作されておらず、空中シーンはCG、顔のアップはベルゼブアをそのまま使っている。翼のみアップ用に制作された。
- デザインモチーフは阿修羅像。デザイン画では、肩の顔は片方のみカラスに変化するという想定であったが、小中からの要望により両方とも変わる形になった。

## 登場兵器・メカニック
- F-15J戦闘機
- F-104J戦闘機
- F-86F戦闘機（地上展示）
- T-33A練習機（地上展示）
- UH-60J救難ヘリコプター
- UH-1H多用途ヘリコプター
- U-125A救難捜索機
- 化学防護車
- 73式大型トラック
- 73式小型トラック
- 1/4tトラック
- 特大型トラック（6×4）
- 業務車3号
- 場外救難車1型
- 牽引車（航空機用3t）
- 64式7.62mm小銃
- M10機関拳銃
- 9mm拳銃
- 深海作業艇（架空）
- 特殊拳銃
- 特殊薬液弾
- 改造ライフル
- 強化特殊弾
- セスナ 172

## キャスト
- 真木舜一 - 別所哲也
- 水原沙羅 - 遠山景織子
- 有働貴文 - 大澄賢也
- 真木蓉子 - 裕木奈江
- 真木継夢 - 広田亮平
- 一平 - 角田英介
- 由利子 - 佐藤夕美子
- 航空自衛隊オペレーター基地指揮官 - エド山口
- 矢代 - 清水一哉
- 飲食店経営者 - 岡村洋一
- 店の女房・幸恵[41] - 安室満樹子
- ミク - 遠藤真宙
- ミクの母 - 小野日路美
- ミクの父 - 小中和哉[注釈 4]
- 少年時代の真木舜一 - 濱川歩
- 修理工 - 山崎崇史
- 陸上自衛隊通信兵 - 市村直樹
- アナウンサー - 駒田健吾（TBS）
- 特殊部隊隊員 - 矢部敬三、中村博亮
- グルメリポーター - 木之元亮[注釈 5]
- 街頭テレビを観る男 - 菊地雄一[注釈 4]
- 曽我部一佐 - 隆大介
- 倉島剛 - 永澤俊矢
- 万城目社長 - 草刈正雄

### 声の出演
- ウルトラマン・ザ・ネクスト - 田中秀幸
- ビースト・ザ・ワン - 小西克幸、大澄賢也

### スーツアクター
- ウルトラマン・ザ・ネクスト[42] - 長谷川恵司
- ビースト・ザ・ワン（レプティリア、ベルゼブア[注釈 6]）[42] - 山本諭
- ビースト・ザ・ワン（イドロビア[注釈 7]）[42] - 岩本淳也

## スタッフ
- 監督 - 小中和哉
- 監修 - 円谷一夫
- 製作 - 円谷英明、久松猛朗、竹内淳、川城和実、近藤邦勝、島本雄二、鈴木暁、原裕二郎
- チーフプロデューサー - 鈴木清
- プロデューサー - 吉田剛、渡辺伸吾、久保聡、大岡大介、種村達也、横山真二郎、小松賢志、岡﨑剛之
- 音楽プロデューサー - 玉川静
- 音楽監督 - 田靡秀樹
- 音楽 - 小澤正澄、池田大介、鎌田真吾
- 音楽監修 - 松本孝弘 （B'z）
- 脚本 - 長谷川圭一
- 撮影・VFXスーパーバイザー - 大岡新一
- 美術監督 - 大澤哲三
- 本編美術デザイナー - 稲付正人
- 特殊美術デザイナー - 高橋勲
- 照明 - 和泉正克
- 録音 - 弦巻裕、鶴巻仁
- 整音 - 浦田和治
- 音響効果 - 岡瀬晶彦、伊藤瑞樹
- 操演 - 根岸泉
- 助監督 - 棚橋邦夫
- 殺陣 - 車邦秀
- 撮影補 - 高橋創
- 編集 - 松木朗
- スクリプター - 山内薫
- フライングシーケンスディレクター - 板野一郎
- 特技監督 - 菊地雄一
- 製作担当 - 中井光夫
- 製作協力プロデューサー - 渋谷浩康、小山信行
- 企画協力 - 江藤直行、北越基紀、小林敬宜、飯塚寿雄、佐藤大樹、加藤直次
- スペシャルサンクス - 円谷昌弘、千野毅彦、横倉源太、古屋文明
- 特殊部隊アドバイザー - 越康広
- CGプロデューサー&スーパーバイザー - 渡部健司
- VFXコーディネーター - 松野美茂
- キャラクターデザイン - 丸山浩、酉澤安施
- イメージボード - 奥山潔、とりさわやすし
- タイトル - 熊谷幸雄
- 配給 - 北川淳一
- キャスティング - 小島文夫
- ロケ地協力 - 防衛庁（長官官房広報課、陸上幕僚監部広報室、海上幕僚監部広報室、航空幕僚監部広報室、東部方面隊 (陸上自衛隊)、陸上自衛隊広報センター、第7航空団、百里救難隊、百里管制隊、航空自衛隊幹部学校）
- 空撮協力 - スウィッシュ・ジャパン、朝日航洋、新中央航空
- ULTRAMAN製作委員会（円谷プロダクション、バンダイ、バンダイビジュアル、TBS、中部日本放送、日本出版販売、電通、松竹）

## 主題歌
主題歌「NEVER GOOD-BYE」
- 作詞 - ジャック・ブレイス / 作曲 - 松本孝弘 / 編曲 - 松本孝弘・徳永暁人 / 歌 - TMG

テーマ曲「Theme from ULTRAMAN」
- 作曲 - 松本孝弘 / 編曲 - 松本孝弘・徳永暁人

## 他媒体展開

### 漫画版
『ウルトラマン THE NEXT』のタイトルで『特撮エース』に連載（作画：沢樹隆広）。基本的には映画版と同一の内容だが、最終話で『ウルトラマンネクサス』へと繋がる描写が追加されている。
2005年に角川書店から発売された単行本は途中までを収録した第1巻のみで未完となっていたが、2008年にウェッジホールディングスより最終話まで収録した完全版（全1巻）が発売された。

### ゲーム
PlayStation 2ゲームソフト『ウルトラマンネクサス』では、ウルトラマン・ザ・ネクスト（ジュネッス）とビースト・ザ・ワン（ベルゼブア・コローネ）も登場し、ゲームで条件を満たせばvsモードなどで操作可能になる。

## 映像ソフト化
2005年7月25日にDVDが発売された。

## 関連作品
ULTRA N PROJECT
本作品はこれに含まれる。
ウルトラマンネクサス
本作品はこの作品の過去の設定である。
ウルトラマンノア
本作品に登場するウルトラマン・ザ・ネクストはこのウルトラマンと同一の存在である。
ウルトラマン
本作品はこの作品の第1話をベースに作られている。
ウルトラマンX
ウルトラマンネクサスが登場する第20話では、本作品での新宿上空の空撮素材を使用している。